# Пјовере (Бреша)
Пјовере је насеље у Италији у округу Бреша, региону Ломбардија.
Према процени из 2011. у насељу је живело 187 становника. Насеље се налази на надморској висини од 439 м.